# 노르웨이군

노르웨이군(노르웨이어: Forsvaret)은 노르웨이의 방어를 담당하는 군사 조직이다. 노르웨이 육군, 노르웨이 왕립 해군(해안경비대, 노르웨이 왕립 공군, 홈 가드, 노르웨이 사이버 방위군 포함) 및 여러 합동 부서로 구성되어 있다.
평시 군 병력은 군과 민간인을 포함해 약 17,185명이며, 현재 군과 징집병, 노르웨이 홈 가드 등을 합해 총 7만명 정도이다.
유럽 NATO 회원국 중 1인당 군비 지출은 72억 달러로 가장 높다.